# Daniel Perrin
Pour les articles homonymes, voir Daniel Perrin (homonymie) et Perrin.
Daniel Perrin, né le 21 novembre 1946 à Bussang, est un mathématicien français.

## Biographie
Ancien élève de l'École normale supérieure, promotion 1965, agrégé de mathématiques, docteur ès-sciences en mathématiques, il est notamment l'auteur d'un Cours d'algèbre, recueil de notes de cours dispensés à l'École normale supérieure de Sèvres, devenu une référence pour l'agrégation de mathématiques en France. Il est engagé dans la préparation au CAPES de mathématiques à l'université Paris-Sud 11 au laboratoire de mathématiques d'Orsay. Il collabore avec la mathématicienne Mireille Martin-Deschamps et le mathématicien Robin Hartshorne sur le plan scientifique et éditorial.
Il prend sa retraite en 2016, et est honoré par l'université d'Orsay d'une journée d'hommage.